# Kurt Lange (Ministerialbeamter)

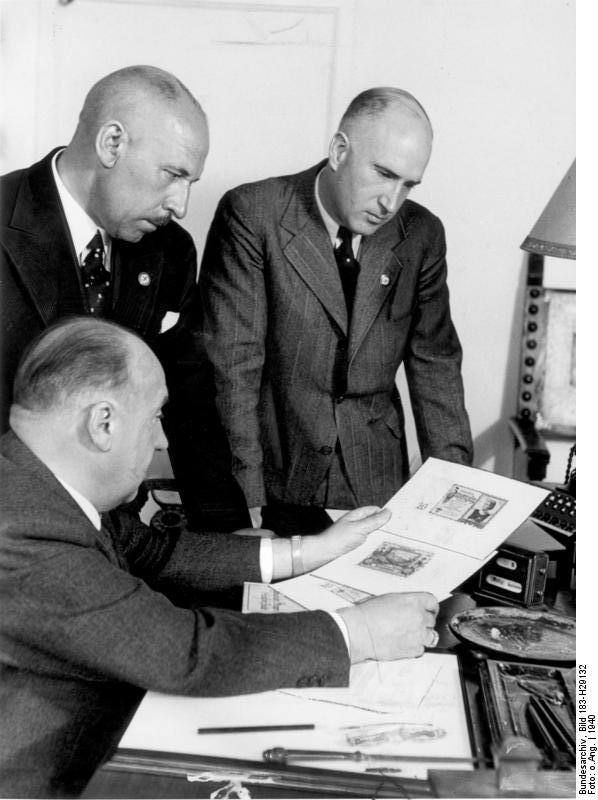
Sitzend: Reichswirtschaftsminister und Präsident der Deutschen Reichsbank Walther Funk mit den neuernannten Vizepräsidenten der Reichsbank Emil Puhl (links stehend) und Kurt Lange (rechts stehend) bei der Betrachtung der Entwürfe zu den neuen Zwanzigmarkscheinen (1940).

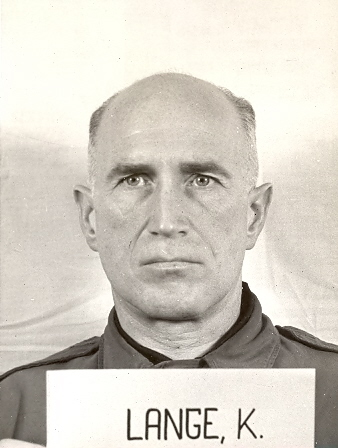
Kurt Lange als Zeuge bei den Nürnberger Prozessen.

Kurt Lange (* 8. Juli 1895 in Eisenach; † 1990) war ein deutscher Staatsbeamter. Er war unter anderem Vizepräsident der Reichsbank und Ministerialdirektor im Reichswirtschaftsministerium.

## Leben und Wirken
Kurt Lange wurde am 8. Juli 1895 als Sohn des Kaufmanns Hugo Lange und dessen Ehefrau Elise (geb. Schmidt) in Eisenach geboren.
Nach dem Schulbesuch an einem Realgymnasium durchlief Lange eine kaufmännische Ausbildung. Lange nahm am Ersten Weltkrieg teil, wurde 1917 Leutnant der Reserve und führte eine Seeflugzeug-Kampfstaffel. Nach Kriegsende absolvierte er ein Studium an der Handelshochschule Berlin zum Diplomkaufmann und studierte anschließend Rechts- und Staatswissenschaft an den Universitäten Hamburg und Berlin.
Lange trat zum 1. Oktober 1930 in die NSDAP ein (Mitgliedsnummer 345.284), für die er von 1931 bis 1933 als Abgeordneter in der Hamburger Bürgerschaft saß. Beim NSFK erreichte er später den Rang eines Standartenführers.
Kurz nach der Machtergreifung der Nationalsozialisten im Frühjahr 1933 wurde Lange zum Präsidenten des Hamburger Rechnungshofs ernannt. Diese Funktion behielt er bis 1936 bei. Anschließend war er von 1936 bis 1938 als Abteilungschef im Amt für Deutsche Roh- und Werkstoffe tätig.
1938 wechselte Lange ins Reichswirtschaftsministerium, in dem er Leiter der Hauptabteilung IV („Geld-, Kredit-, Bank- und Versicherungswesen“) im Rang eines Ministerialdirektors wurde. 1939 wechselte Lange zur Reichsbank, bei der er 1940 den Posten des zweiten Vizepräsidenten erhielt. In der Führung der Reichsbank war er vorwiegend mit Personalangelegenheiten befasst. Ferner war er Mitglied des Reichsbankdirektoriums sowie Mitglied in zahlreichen Aufsichtsräten wichtiger Wirtschaftsunternehmen wie der Alpine Montan AG (RHG, Linz), sowie im Aufsichtsrat der Deutschen Golddiskontbank.
Zum Jahreswechsel 1942/1943 gründete Lange im Auftrag des Wirtschaftsministers Walther Funk – der damit einem Wunsch des Leiters der Parteikanzlei der NSDAP Martin Bormann folgte – einen Ausschuss, der die nationalsozialistische Ausrichtung der privaten Banken im Deutschen Reich forcieren sollte und der später unter dem Namen Bormann-Ausschuss bekannt wurde. Der Ausschuss, der bei der Reichsleitung der NSDAP in München organisiert war und seine Arbeit Anfang 1943 aufnahm, zielte insbesondere auf eine Veränderung der Zusammensetzung der Führungsetagen der Banken im Sinne der Partei ab.
Bei Kriegsende geriet Lange – den der Historiker Johannes Bähr im Rahmen der vierbändigen Geschichte der Dresdner Bank in der NS-Zeit als „reinen Parteibuchkarrieristen“ und Vertrauensmann Bormanns charakterisiert – in alliierte Kriegsgefangenschaft. In der Folge wurde er unter anderem als Zeuge im Rahmen der Nürnberger Prozesse, speziell im Rahmen des Wilhelmstraßen-Prozesses, vernommen.

## Familie
Noch als „Student der Volkswirtschaften“ hatte Kurt Lange am 25. März 1920 in Berlin-Charlottenburg die geschiedene Eva Luise Pastusczyk (* 1893, geb. Drogand) geheiratet. Diese Ehe wurde am 10. Juni 1932 vor dem Hamburger Landgericht geschieden. Nur wenige Wochen nach der Scheidung heiratete Lange am 6. August 1932 in Hamburg die ebenfalls geschiedenen Dorothee Margarethe von Wedel (* 1898, geschiedene Gräfin von Schimmelmann von Lindenburg). Seine zweite Ehefrau nahm sich am 3. April 1946 selbst das Leben; sie starb im Allgemeinen Krankenhaus Langenhorn an einer Morphium-Vergiftung.

## Anmerkung
In Eisenach trug von 1978 bis 1990 die heutige Mosewaldstraße den Namen Kurt-Lange-Straße. Mit diesem Namen wurde nicht der Ministerialbeamte Kurt Lange geehrt, sondern der ebenfalls in Eisenach geborene gleichnamige Widerstandskämpfer Kurt Lange (* 18. Januar 1899 in Eisenach; † 6. Februar 1964 in Weimar).

## Schriften
- „Die Kapitalmarktpolitik in der gelenkten Wirtschaft“, in: Deutsche Geldpolitik, Berlin 1941, S. 403–421.